# Ghizela
Ghizela es una comuna ubicada en el distrito de Timiș, Rumania.

## Superficie
Posee una superficie de 92,06 kilómetros cuadrados.

## Demografía
Hasta 2021 la población era de 1113 habitantes, con una densidad de población de 12,09 habitantes por kilómetro cuadrado.